# Audlem
 (juillet 2018).
Si vous disposez d'ouvrages ou d'articles de référence ou si vous connaissez des sites web de qualité traitant du thème abordé ici, merci de compléter l'article en donnant les références utiles à sa vérifiabilité et en les liant à la section « Notes et références ».
Audlem est une ville du Cheshire en Angleterre, située à environ 11 km au sud de Nantwich.
En 2001, la population était de 1 790 habitants.

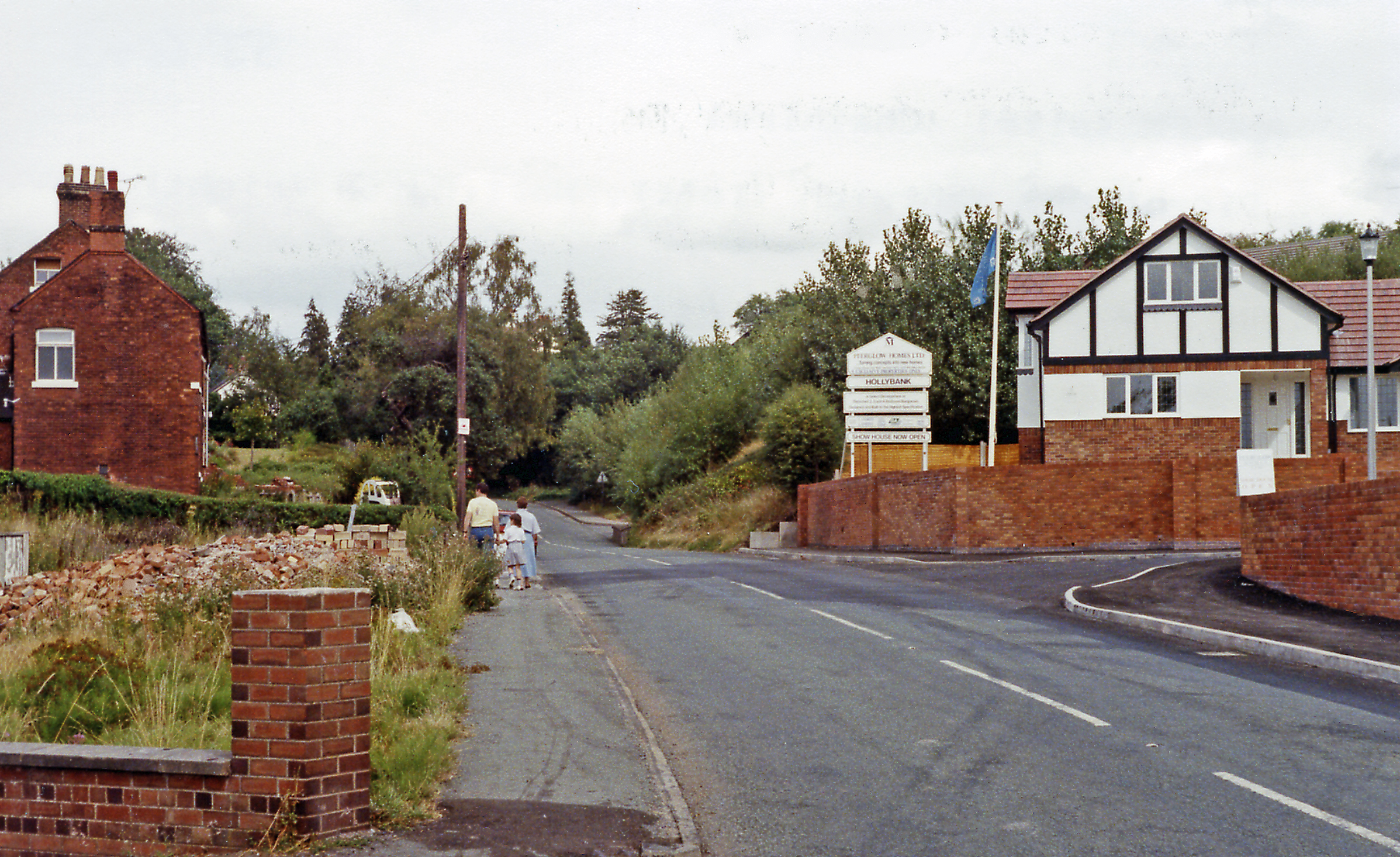
Site de l’ancienne gare d'Audlem

La gare d'Audlem sur la ligne entre Market Drayton et Nantwich est un des arrêts ferroviaires fermés au cours des Beeching cuts, mais immortalisés dans la chanson « Slow Train » de Flanders et Swann.